# چارلز هستینگز دویل
چارلز هستینگز دویل (انگلیسی: Charles Hastings Doyle; ۱۰ آوریل ۱۸۰۳ – ۱۹ مارس ۱۸۸۳) پرسنل نظامی و سیاست‌مدار اهل پادشاهی متحد بریتانیای کبیر و ایرلند بود.